# Photoscotosia albiplaga
Photoscotosia albiplaga är en fjärilsart som beskrevs av Louis Beethoven Prout 1937. Photoscotosia albiplaga ingår i släktet Photoscotosia och familjen mätare. Inga underarter finns listade i Catalogue of Life.